# Перелік пам'яток культурної спадщини, що не підлягають приватизації (Чернівецька область)
В Чернівецькій області до переліку пам'яток культурної спадщини, що не підлягають приватизації, внесено 90 об'єктів культурної спадщини України.

## Чернівецька міська рада
| Найменування пам'ятки                                                                 | Час створення                                      | Місце розташування                                      | Охоронний номер |
| ------------------------------------------------------------------------------------- | -------------------------------------------------- | ------------------------------------------------------- | --------------- |
| Будівля дитячої лікарні                                                               | 1908-1910 роки                                     | м. Чернівці, вул. Буковинська, 4                        | 2-Чв            |
| Будівля німецького консульства                                                        | XIX сторіччя                                       | м. Чернівці, вул. Вірменська, 14                        | 51-Чв           |
| Вірменська церква                                                                     | 1869-1875 роки                                     | м. Чернівці, вул. Вірменська, 30                        | 1736            |
| Будівля залізничного вокзалу                                                          | 1907 рік                                           | м. Чернівці, вул. Ю. Гагаріна, 38                       | 3-Чв            |
| Комплекс Гауптштрассе:                                                                | кінець XIX - початок XX сторіччя                   | м. Чернівці, вул. Головна                               | 11-Чв           |
| будинок адміністративний                                                              | 1782 рік                                           | м. Чернівці, вул. Головна, 22                           | 11/8-Чв         |
| будинок адміністративний                                                              | початок XX сторіччя                                | м. Чернівці, вул. Головна, 24                           | 11/9-Чв         |
| будинок житловий                                                                      | кінець XIX сторіччя                                | м. Чернівці, вул. Головна, 73                           | 11/52-Чв        |
| управління жандармерії                                                                | кінець XIX сторіччя                                | м. Чернівці, вул. Є. Гакмана, 7                         | 112             |
| православна вища реальна школа                                                        | 1869-1870 роки                                     | м. Чернівці, вул. Головна, 87                           | 48              |
| гімназія                                                                              | кінець XIX сторіччя                                | м. Чернівці, вул. Головна, 107                          | 11/54-Чв        |
| будинок школи                                                                         | 1930 рік                                           | м. Чернівці, вул. Головна, 131                          | 74/57           |
| Будівля госпіталю імені Марії Терези                                                  | 1886 рік                                           | м. Чернівці, вул. Головна, 137                          | 49              |
| Будівля учительської семінарії                                                        | 1899-1910 роки                                     | м. Чернівці, вул. М. Горького, 23                       | 35              |
| Палац юстиції                                                                         | 1906 рік                                           | м. Чернівці, вул. М. Грушевського, 1                    | 1740            |
| Будинок костьольного причету                                                          | 1891-1894 роки                                     | м. Чернівці, вул. Д. Загули, 3                          | 1-Чв            |
| Будинок української гімназії                                                          | початок XX сторіччя                                | м. Чернівці, вул. Д. Загули, 8                          | 31-Чв           |
| Комплекс Герренгассе:                                                                 | XIX-XX сторіччя                                    | м. Чернівці, вул. О. Кобилянської                       | 9-0/Чв          |
| банк                                                                                  | 1898 рік                                           | м. Чернівці, вул. О. Кобилянської, 1                    | 9/1-Чв          |
| адміністративний будинок                                                              | 1878 рік                                           | м. Чернівці, вул. О. Кобилянської, 28                   | 9/39-Чв         |
| будівля польського національного клубу                                                | кінець XIX сторіччя, перебудо- ва - 1902-1905 роки | м. Чернівці, вул. О. Кобилянської, 36                   | 9/41-Чв         |
| будинок житловий                                                                      | початок XX сторіччя                                | м. Чернівці, вул. О. Кобилянської, 42                   | 9/93-Чв         |
| будинок житловий                                                                      | кінець XIX сторіччя                                | м. Чернівці, вул. О. Кобилянської, 47                   | 9/21-Чв         |
| будинок житловий                                                                      | 1885 рік                                           | м. Чернівці, вул. О. Кобилянської, 57                   | 9/26-Чв         |
| Резиденція буковинських митрополитів                                                  | 1863-1882 роки                                     | м. Чернівці, вул. М. Коцюбинського, 2                   | 778             |
| Будинок, у якому жив В.М. Івасюк                                                      | початок XX сторіччя                                | м. Чернівці, вул. В. Маяковського, 40                   | 656             |
| Успенська церква                                                                      | 1783 рік                                           | м. Чернівці, вул. Новоушицька, 2                        | 781             |
| Будинок крайового уряду Буковини                                                      | 1871-1873 роки                                     | м. Чернівці, вул. О. Поповича, 2                        | 43-Чв           |
| Миколаївська церква                                                                   | 1604 рік                                           | м. Чернівці, вул. П. Сагайдачного, 87а                  | 779             |
| Будинок, у якому жив і редагував газету "Буковина" Ю. Федькович                       | 1885-1888 роки                                     | м. Чернівці, пл. Соборна, 10                            | 37              |
| Будівля торгово-промислової палати                                                    | 1910-1912 роки                                     | м. Чернівці, пл. Театральна, 2                          | 15/7-Чв         |
| Будівля українського музично-драматичного театру                                      | 1905 рік                                           | м. Чернівці, пл. Театральна, 4                          | 1737            |
| Дім єврейський народний                                                               | 1907-1908 роки                                     | м. Чернівці, пл. Театральна, 5                          | 15/3-Чв         |
| Палац румунський національний                                                         | 1937 рік                                           | м. Чернівці, пл. Театральна, 6                          | 15/6-Чв         |
| Церква Різдва Пресвятої Богородиці в Горечі                                           | 1767 рік                                           | м. Чернівці, вул. Троянівська, 1                        | 782/1           |
| Будинок "Український народний дім"                                                    | друга половина XIX сторіччя                        | м. Чернівці, вул. Українська, 31, вул. М. Ломоносова, 2 | 47              |
| Чернівецький музей народної архітектури та побуту                                     | XVIII-XX сторіччя                                  | м. Чернівці, вул. Московської олімпіади, 38б            | 75              |
| Приміщення пожежного товариства                                                       | 1891 рік                                           | м. Чернівці, вул. Л. Українки, 5                        | 56-Чв           |
| Будівля поліклініки                                                                   | 1930 рік                                           | м. Чернівці, вул. Л. Українки, 11                       | 59-Чв           |
| Будівля університету                                                                  | 1875 рік                                           | м. Чернівці, вул. Університетська, 19                   | 65-Чв           |
| Навчальний корпус університету                                                        | 1890-1891 роки                                     | м. Чернівці, вул. Університетська, 28                   | 16-Чв           |
| Будівля бурси                                                                         | 1903-1912 роки                                     | м. Чернівці, вул. Ю. Федьковича, 16                     | 957             |
| Зал музичного товариства                                                              | 1878, 1905 роки                                    | м. Чернівці, пл. Філармонії, 10                         | 17-Чв           |
| Будівля гімназії                                                                      | 1813-1817 роки                                     | м. Чернівці, вул. І. Франка, 2, вул. М. Емінеску, 1     | 18/1-Чв         |
| Будівля поштамту                                                                      | 1889 рік                                           | м. Чернівці, вул. О. Худякова, 6                        | 20-Чв           |
| Ратуша                                                                                | 1847 рік                                           | м. Чернівці, пл. Центральна, 1                          | 1738            |
| Будівля банку                                                                         | XVIII-XX сторіччя                                  | м. Чернівці, пл. Центральна, 3                          | 21/2-Чв         |
| Будівля готелю "Чорний орел"                                                          | 1859-1860 роки                                     | м. Чернівці, пл. Центральна, 7                          | 21-Чв/6         |
| Споруда адміністративна                                                               | 1901 рік                                           | м. Чернівці, пл. Центральна, 10                         | 1739            |
| Будівля гімназії                                                                      | XIX сторіччя                                       | м. Чернівці, вул. Т. Шевченка, 16                       | 78-Чв           |
| Будинок, у якому жила А. Кохановська                                                  | 1885-1927 роки                                     | м. Чернівці, вул. Т. Шевченка, 41                       | 40              |
| Будинок, у якому перебували С. Смаль-Стоцький, М. Лисенко, М. Коцюбинський, І. Франко | 1900-1914 роки, 1904, 1909, 1913 роки              | м. Чернівці, вул. Т. Шевченка, 55                       | 70              |
| Будівля Буковинського крайового сейму                                                 | кінець XIX сторіччя                                | м. Чернівці, вул. А. Шептицького, 10                    | 85-Чв           |
| Православний дівочий ліцей                                                            | кінець XIX сторіччя                                | м. Чернівці, вул. А. Щепкіна, 2                         | 84-Чв           |

## Вижницький район
| Будівля крайової школи різьбярства, токарства та металевої орнаментики | початок XX сторіччя                   | м. Вижниця, вул. Д. Загула, 11-13 | 105 |
| Капличка на честь скасування кріпацтва на Буковині                     | перша половина XIX сторіччя, 1848 рік | с. Виженка                        | 84  |
| Рештки залізоплавильної печі                                           | XIX сторіччя                          | с. Мигове, урочище Майдан         | 109 |

## Глибоцький район
| Собор Успенський старообрядців | 1900-1908 роки | с. Біла Криниця | 1743 |
| Садиба родини О. Кобилянської  | 1886-1936 роки | с. Димка        | 162  |

## Кіцманський район
| Гімназія, у якій навчався І.Д. Стасюк                       | кінець XIX - початок XX сторіччя, 1910-1914 роки | м. Кіцмань, вул. І. Миколайчука, 3 | 376   |
| Будинок дитячої музичної школи, у якій навчався В.М. Івасюк | 1955-1966 роки                                   | м. Кіцмань, вул. Музична, 7        | 683   |
| Церква Вознесіння Господнього:                              | 1453-1455 роки                                   | смт Лужани                         | 800/1 |
| дзвіниця                                                    | XIX сторіччя                                     | смт Лужани                         | 800/2 |

## Новоселицький район
| Комплекс споруд церкви Святого Іллі Пророка: | 1560 рік | с. Топорівці | 806/0 |
| церква                                       | 1560 рік | с. Топорівці | 806/1 |
| дзвіниця                                     | 1560 рік | с. Топорівці | 806/2 |
| огорожа                                      | 1560 рік | с. Топорівці | 806/3 |

## Путильський район
| Садиба Ю. Федьковича    | перша половина XIX сторіччя, 1834-1876 роки | смт Путила                   | 473 |
| Садиба Лук'яна Кобилиці | 1812-1850 роки                              | с. Сергії, хутір Красний Діл | 480 |

## Хотинський район
| Будинок, у якому розміщувався штаб Хотинського повстання | 1919 рік            | м. Хотин, вул. Незалежності, 50     | 595    |
| Комплекс споруд фортеці:                                 | XIII-XIX сторіччя   | м. Хотин, вул. Святопокровська, 40а | 803/0  |
| башта в'їзна                                             | XIII-XVI сторіччя   | м. Хотин, вул. Святопокровська, 40а | 803/1  |
| башта південно-західна                                   | XIII-XVI сторіччя   | м. Хотин, вул. Святопокровська, 40а | 803/2  |
| башта комендантська                                      | XIII-XVI сторіччя   | м. Хотин, вул. Святопокровська, 40а | 803/3  |
| башта північна                                           | XIII-XVI сторіччя   | м. Хотин, вул. Святопокровська, 40а | 803/4  |
| палац коменданта                                         | XIII-XVI сторіччя   | м. Хотин, вул. Святопокровська, 40а | 803/5  |
| церква Замкова                                           | XIII-XVI сторіччя   | м. Хотин, вул. Святопокровська, 40а | 803/6  |
| брама Подільська                                         | XIII-XVI сторіччя   | м. Хотин, вул. Святопокровська, 40а | 803/7  |
| брама Бендерська                                         | XIII-XVI сторіччя   | м. Хотин, вул. Святопокровська, 40а | 803/8  |
| брама Яська                                              | XVIII сторіччя      | м. Хотин, вул. Святопокровська, 40а | 803/9  |
| брама Руська                                             | XVIII сторіччя      | м. Хотин, вул. Святопокровська, 40а | 803/10 |
| брама Кам'янецька                                        | XVIII сторіччя      | м. Хотин, вул. Святопокровська, 40а | 803/11 |
| бастіони з валами                                        | XVIII сторіччя      | м. Хотин, вул. Святопокровська, 40а | 803/12 |
| майстерні гарнізонні                                     | XVIII сторіччя      | м. Хотин, вул. Святопокровська, 40а | 803/13 |
| церква Олександра Невського                              | XIX сторіччя        | м. Хотин, вул. Святопокровська, 40а | 803/14 |
| криниця замкова                                          | XV-XVI сторіччя     | м. Хотин, вул. Святопокровська, 40а | 803/15 |
| казарми офіцерські                                       | XIII-XVI сторіччя   | м. Хотин, вул. Святопокровська, 40а | 803/16 |
| вежа в'їзна                                              | XV-XVI сторіччя     | м. Хотин, вул. Святопокровська, 40а | 803/17 |
| міст через потічок                                       | XIII-XVIII сторіччя | м. Хотин, вул. Святопокровська, 40а | 803/18 |
| міст перед в'їзною вежею                                 | XIII-XVIII сторіччя | м. Хотин, вул. Святопокровська, 40а | 803/19 |